# Of Darkness...
Of Darkness... is het eerste album van de Zweedse symfonische metalband Therion. Dit album bevat nog geen symfonische elementen, maar kan het best geklassifiseerd worden als Progressieve deathmetal.

## Tracklist
1. Return
2. Asphyxiate With Fear
3. Morbid Reality
4. Megalomaniac
5. Suburb to Hell
6. Genocidal Raids
7. Time Shall Tell
8. Dark Eternity